# 广东技术师范大学
广东技术师范大学（英語：Guangdong Polytechnic Normal University），简称广师大，是中华人民共和国境内一所广东省属全日制公办本科师范院校，本部位于广东省广州市。学校面向中国大陆各省市招生，主要任务是为各级各类中等职业学校和高等职业学校培养合格的师资。

## 历史沿革

### 建国至文革前
1950年，南方大学设立。次年8月，为培养少数民族干部，单独设立民族学院，9月初正式上课。
1952年秋，随中国高等学校院系调整，南方大学被拆分。出于少数民族干部培训需要，新成立的省民委在南方大学民族学院基础上筹备新民族学院
1953年初，中南民族事务委员会为中南民族学院集中力量，将原广东民院筹备处的干部和学员调到中南民族学院。归并中南民族学院后，“广东民族学院”仍留下一个工作小组在广东。
1954年底，广东省民族工作会议再次提出筹办民族学院问题，广东民族学院的创办再次提到议事日程。
1956年，向中华人民共和国国务院申报筹办广东民族学院。在1957年10月16日最终获得国务院的批准。
1958年9月1日正式开学。初始校址位于广州市犀牛路5号（现广东粤剧院所在的广州市越秀区东风东路703号），首任校长由罗明兼任。办学初期学校设有政治、教育行政班和技术预备班，后又增设苗族班、工农预科班与财经培训班，主要教学任务是以分批轮训广东省内少数民族地区的基层民族干部和初级中学的领导成员，以及招收部分少数民族干部学习文化。
1961年9月，中共广东省委决定将民族学院办在少数民族地区，因此，学校整体迁往位于原海南黎族苗族自治州首府通什镇（今海南省五指山市）的海南校区。迁校后，学校陆续增设升大学预科班以及培养实用人才的财会班、文化班和普通话训练班，此时学生全数为广东省内少数民族学生。当地原自治州干部学校也随即并入广东民族学院。

### 文革时期
1966年10月文化大革命爆发，学校受到冲击，陷于瘫痪。
1968年11月全体教职工被下放阿驼岭“五七干校”劳动，接受再教育。次年5月15日，中共广东省革命委员会决定停办学校。
1974年4月25日中共广东省委决定复办学校，并呈报国务院，复校后学校在原基础上增设中文、数理、政治三个大专班和工商财会班。
1977年学院升格本科，进一步创办四年制的大学本科班。
1978年4月，学校向广东省委呈报请求整体回迁广州，同年7月获准。次年12月，学校从海南岛迁回广州市石牌桂岗新校址正式开学。而原海南校址后续成为海南热带海洋学院的五指山西校区。

### 改革开放后
1994年，广东民族学院与今华南理工大学、华南农业大学、暨南大学、华南师范大学、广东机械学院联合办学，形成"石牌六校"的校际合作。后广东机械学院并入广东工业大学成为其五山校区，而五山校区后续移交给广东外语艺术职业学院，余下五校继续联合办学，改称石牌五校。
1998年，广东民族学院更名为广东职业技术师范学院。
2000年，学校开始招收国际留学生。
2002年，广东机械学校并入广东职业技术师范学院，同年更名为广东技术师范学院。2005年，广东省经济管理干部学院和广东省财贸管理干部学院并入广东技术师范学院。
2006年，经国务院学位委员会批准，学校成为硕士学位授予单位；2007年，开始招收硕士研究生。
2012年，启用白云校区。
2018年12月4日，该校获批准更名广东技术师范大学。
2020年7月，原属于广东技术师范大学管理的独立学院广东技术师范大学天河学院转设为民办本科院校广州理工学院；同年10月，广东技术师范大学启用河源校区，从而结束了河源市没有本科高校的历史。
2021年，该校获批广东省博士学位授予立项建设高校。

## 校区

### 东校区

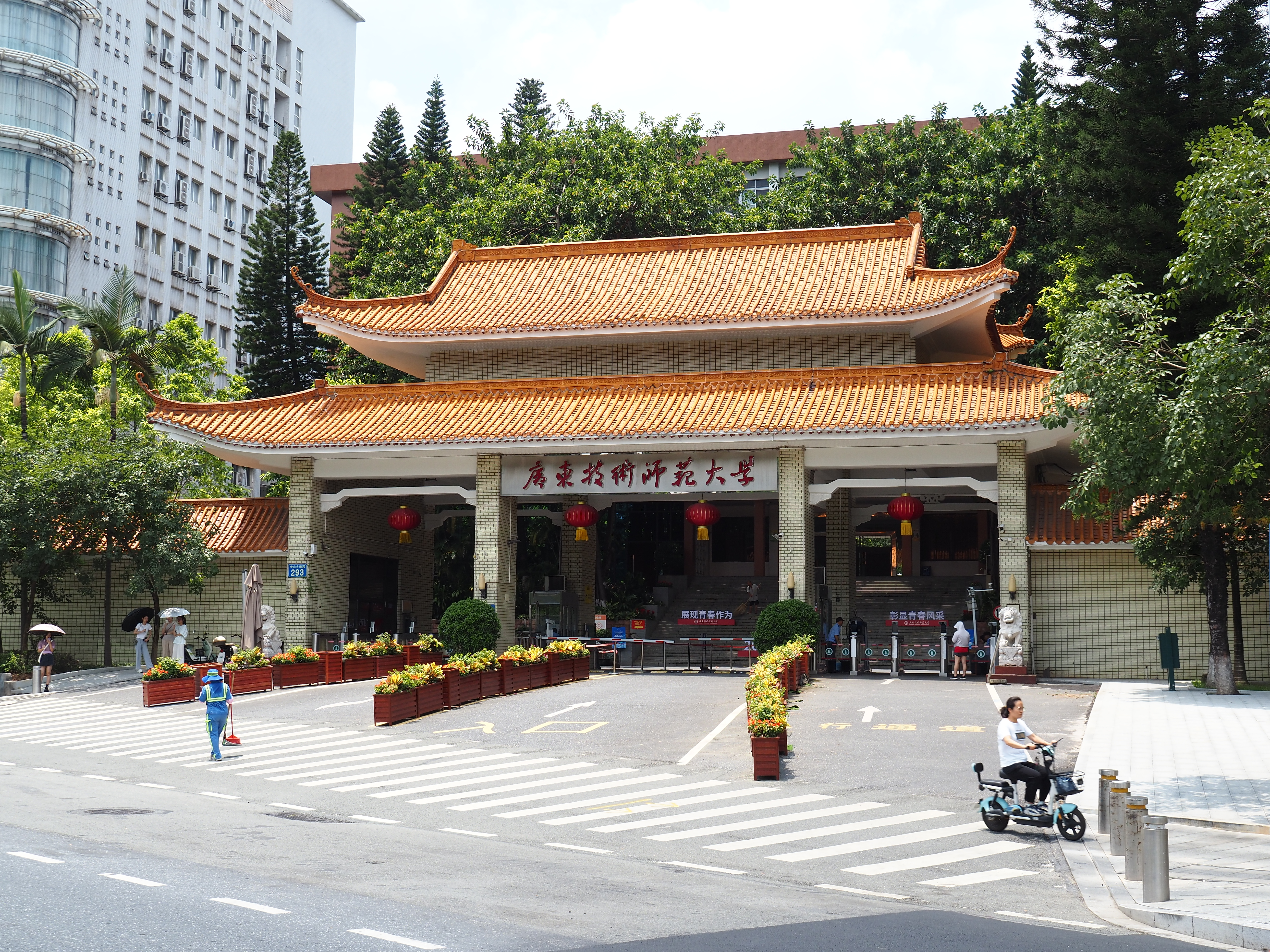
东校区正门（摄于2024年7月）

原广东民族学院校区，位于广东省广州市天河区棠下街道中山大道西293号，占地约155亩，1978年迁回广州之后投入使用。东校区位于广州市石牌大学城东段，大门面向天河公园与中山大道西，门前临BRT学院站；广东工业实训中心也设在此地。

### 西校区
位于广东省广州市天河区石牌街道龙口西路576号，占地约57.6亩。校址为1985年二月广东机械学校投入使用的校区广深铁路以南的部分。

### 北校区
位于广东省广州市越秀区矿泉街道广园西路183号，原广东省财贸管理干部学院校址，占地约29.5亩。

### 白云校区
位于广东省广州市白云区江高镇环镇西路155号，占地约1260亩，于2012年完成一期工程，正式投入使用，至2023年七月，大部分专业都在该校区。

### 河源校区
位于广东省河源市东源县仙塘镇东江教育城东环路东侧，占地约1081亩，2020年10月10日正式启用。广师大河源校区是河源市的第一所本科高等院校。

### 已撤销校区

#### 南校区

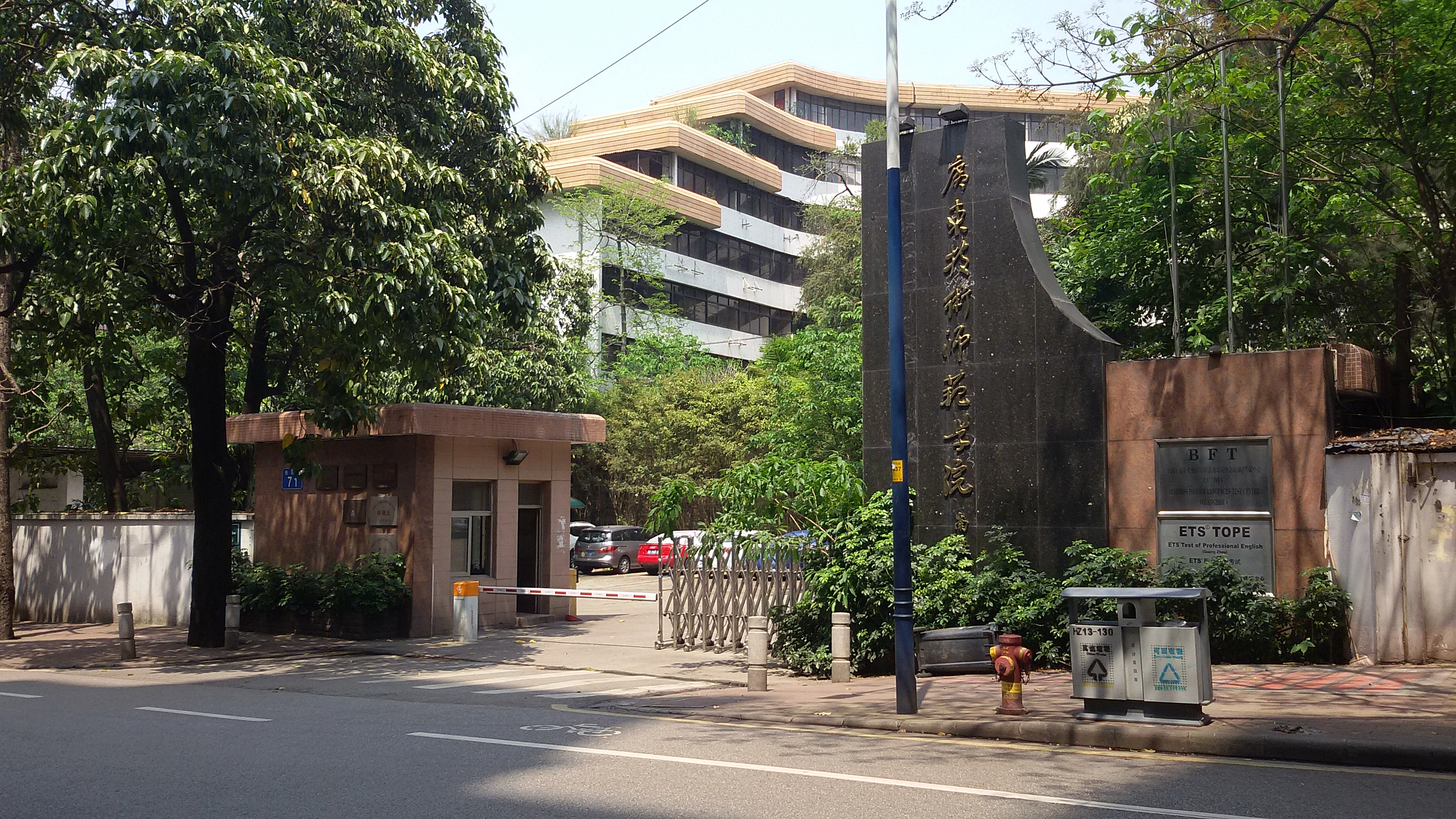
南校区（摄于2017年4月）

位于广东省广州市新港街道海珠区怡乐路71号，原广东省经济管理干部学院，与中山大学广州校区南校园相邻。2012年，时广东技术师范学院与中山大学就南校区转让方面进行讨论，后广东技术师范学院南校区方面于2013年中旬整体迁到东校区。该校区原地址现为中山大学广州校区南校园怡乐路教师宿舍。

## 院系设置

### 二级学院
二级学院情况如下：

###### 东校区
计算机科学学院、美术学院、音乐学院、民族学院、马克思主义学院、创新创业学院。

###### 西校区
网络空间安全学院。

###### 白云校区
机电学院、汽车与交通工程学院、自动化学院、教育科学学院、法学与知识产权学院、管理学院、财经学院、文学与传媒学院、电子与信息学院、外国语学院、光电工程学院、数学与系统科学学院。

###### 北校区
暂无学院入驻。

###### 河源校区（四年制）
基础教育学院、数字创意学院、数据科学与工程学院、体育与健康学院。

## 院系专业[15]
截至2023年4月，学校设有五个校区，24个二级教学单位；开设有74个本科专业，其中理工类专业35个，文科类专业39个；师范类专业36个。下列是各校区的学院与专业列表,本科专业如下:
| 东校区 | 学院           | 本科专业 |
| ------ | -------------- | --- |
| 东校区 | 计算机科学学院 | - 计算机科学与技术 - 计算机科学与技术（师范） - 物联网工程 - 软件工程（省级示范性软件学院专业） - 电子商务（电子商务师） - 电子商务（师范） - 信息管理与信息系统 - 信息管理与信息系统（师范） - 计算机应用技术（专科） |
| 东校区 | 美术学院       | - 产品设计（首饰设计） - 环境设计 - 视觉传达设计专业（师范） - 工艺美术（师范） - 服饰设计与工程（服装设计方向） - 动画 - 服装与服饰设计 - 工业设计（师范） - 工业设计                                                 |
| 东校区 | 音乐学院       | - 音乐学（舞蹈，师范） - 音乐学（师范） |

| 西校区 | 学院             | 本科专业       |
| ------ | ---------------- | -------------- |
| 西校区 | 网络空间安全学院 | - 网络空间安全 |

| 白云校区 | 学院               | 本科专业 |
| --- | ------------------ | --- |
| 白云校区 | 机电学院           | - 机械设计制造及其自动化（本科/师范） - 机械电子工程（本科/师范） - 材料成型及控制工程（本科/师范） - 机器人工程（本科/师范）                                          |
| 白云校区 | 汽车与交通工程学院 | - 交通运输 - 汽车服务工程（师范） - 汽车服务工程 - 车辆工程（师范） - 车辆工程                                                                                         |
| 白云校区 | 自动化学院         | - 电气工程及其自动化（师范） - 测控技术与仪器 - 自动化（师范） - 建筑电气与智能化 - 自动化 - 智能电网信息工程 - 电气工程及其自动化                                     |
| 白云校区 | 教育科学与技术学院 | - 应用心理学（师范、本科） - 学前教育（师范） - 教育技术学（师范） - 数字媒体技术 - 数字媒体技术（师范）                                                               |
| 白云校区 | 法学与知识产权学院 | - 法学 |
| 白云校区 | 管理学院           | - 工商管理 - 旅游管理与服务教育（师范） - 市场营销 - 人力资源管理 - 物流管理 - 物流管理（师范） - 公共事业管理 - 行政管理 - 劳动与社会保障                             |
| 白云校区 | 财经学院           | - 税收学 - 国际商务 - 财务管理 - 会计学（国际会计） - 国际商务（师范） - 国际经济与贸易 - 会计电算化（专科） - 财务会计教育（注册会计师，师范） - 会计学（注册会计师） |
| 白云校区 | 文学与传媒学院     | - 网络与新媒体 - 广播电视编导 - 汉语言文学（师范） - 汉语言文学 - 汉语言文学（对外汉语，师范） - 新闻学                                                                |
| 白云校区 | 电子与信息学院     | - 通信工程（中兴通讯创新班） - 网络工程 - 通信工程 - 应用电子技术教育 - 电子信息工程                                                                                   |
| 白云校区 | 外国语学院         | - 日语 - 商务英语 - 英语（翻译） |
| 白云校区 | 光电工程学院       | - 光电信息科学与工程 - 光源与照明 |
| 白云校区 | 数学与系统科学学院 | - 数学与应用数学（师范） - 信息与计算科学 |
| 白云校区 中外合作办学 | 国际教育学院       | 计算机科学与技术▲◎ 英语(师范)▲ 软件工程▲◎ 会计学▲¤ 工商管理▲¤ |
| 备注：▲是该专业与美国恩波里亚州立大学学分互认，◎是该专业与英国北安普顿大学学分互认，¤是该专业与澳大利亚纽卡斯尔大学学分互认 |                    | |

| 北校区 | 学院         | 本科专业 |
| ------ | ------------ | -------- |
| 北校区 | 暂无学院入驻 |          |

| 河源校区                                                   | 学院                   | 本科专业 |
| ---------------------------------------------------------- | ---------------------- | -------- |
| 河源校区                                                   |                        |          |
| 数据科学与工程学院                                         | - 数据科学与大数据技术 |          |
| 基础教育学院                                               | - 小学教育             |          |
| 体育与健康学院                                             | - 体育教育             |          |
| 备注：此处为四年都在河源校区的专业，非一年河源三年广州专业 |                        |          |

## 历任校长
| 姓名             | 籍贯                 | 任期                    |
| ---------------- | -------------------- | ----------------------- |
| 罗明             | 广东省梅州市大埔县   | 1959年7月-1965年12月    |
| 陈景涛（代校长） | 辽宁省沈阳市         | 1965年2月-1969年10月    |
| 李春初           | 海南省万宁市         | 1966年11月-1968年       |
| 杨清             | 海南省乐东黎族自治县 | 1975年9月-1983年11月    |
| 李独清（代校长） | 海南省澄迈县         | 1981年10月-1983年11月   |
| 蔡仲淑           | 海南省海口市琼山区   | 1983年11月-1995年5月    |
| 马世品           | 广东省汕尾市海丰县   | 1995年5月-2000年6月     |
| 柳柏濂           | 广东省中山市         | 2000年6月-2004年4月23日 |
| 郭斯淦           | 广东省潮州市潮安区   | 2004年1月-2006年2月10日 |
| 王乐夫           | 河北省               | 2006年2月-2016年5月     |
| 郭杰             | 江苏省徐州市         | 2016年5月-2018年8月     |
| 骆少明           | 湖北省咸宁市嘉鱼县   | 2018年9月-2021年11月    |
| 戴青云           | 湖南省常德市         | 2021年11月-             |

## 资料来源
1. ↑  南方都市报. . 网易新闻.   [2025-07-29].
2. ↑  . www.gpnu.edu.cn.   [2023-07-22]. （原始内容存档于2023-07-22）.
3. ↑  广东技术师范学院. . （原始内容存档于2017-05-13）.
4. ↑  .   [2023-10-15]. （原始内容存档于2023-10-14）.
5. 1 2  广东省地方史志编纂委员会. . 广东省志 2000年1月第1版. 广东人民出版社. 2000年1月: 315. ISBN 7-218-03266-4.
6. 1 2 3  吕奎文.  2005年8月第1版. 中央文献出版社. 2005-07. ISBN 7-5073-1918-0.
7. ↑  海南史志网. . 海南史志网.   [2023-7-22]. （原始内容存档于2018-02-11） （中文（中国大陆））.
8. ↑  潘自勉. . 广州: 羊城晚报出版社. 2017: 130. ISBN 978-7-5543-0499-0.
9. ↑  广东技术师范大学. . 广东技术师范大学官方网站.   [2024-1-19]. （原始内容存档于2024-01-19）.
10. ↑  . 中华人民共和国教育部. 2018-11-30  [2023-12-30]. （原始内容存档于2023-12-30）.
11. ↑  . 中华人民共和国教育部. 2020-06-30  [2020-08-07]. （原始内容存档于2020-08-04）.
12. ↑  杜玮淦. . static.nfapp.southcn.com.   [2021-02-17] （英语）.
13. ↑  广东技术师范大学. . 广东技术师范大学官方网站.   [2024-1-19]. （原始内容存档于2024-01-19）.
14. ↑  广东技术师范学院. . （原始内容存档于2017-05-09）.
15. ↑  广东技术师范大学. .   [2023/10/25]. （原始内容存档于2021-10-16）.